# Agrimonia grandis
Agrimonia grandis là loài thực vật có hoa trong họ Hoa hồng. Loài này được Andrz. ex C. A. Mey. mô tả khoa học đầu tiên.